# Aspergillus fumigatus

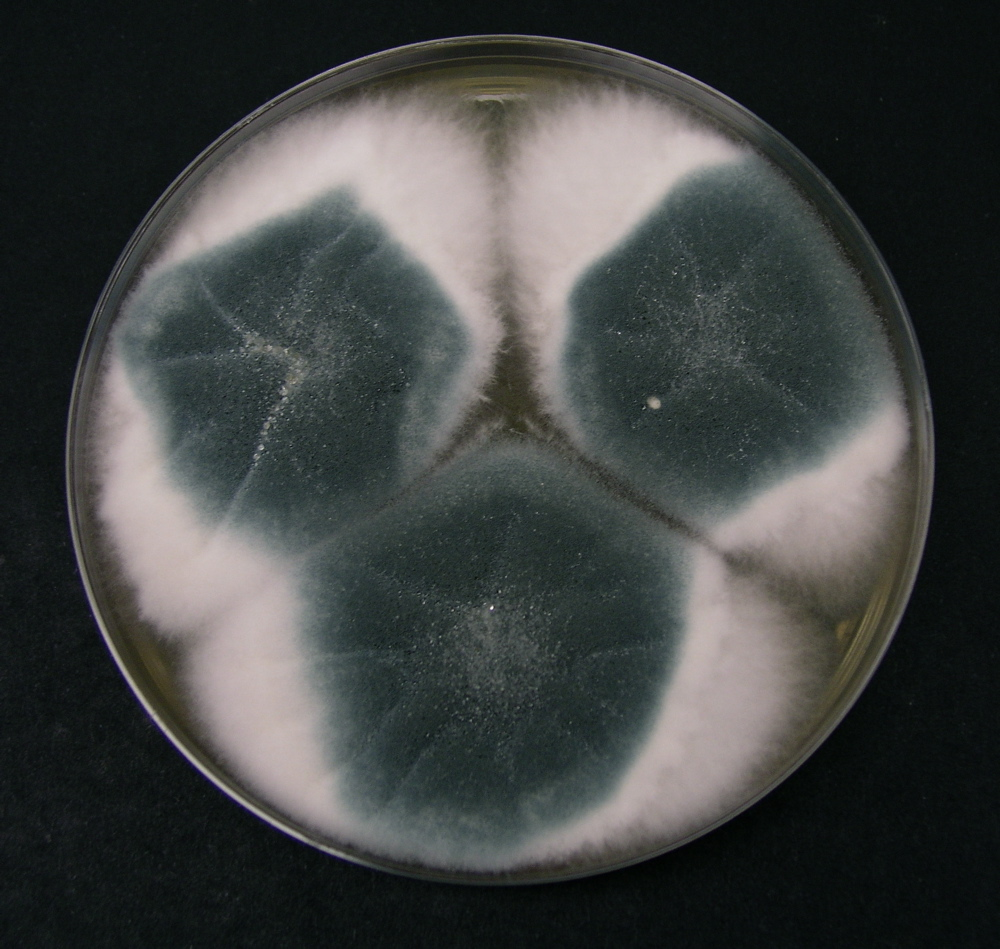
Aspergillus fumigatus aislado de suelo forestal.

Aspergillus fumigatus es un hongo del género Aspergillus, y es la especie más frecuente que causa enfermedad en pacientes fundamentalmente inmunodeprimidos.

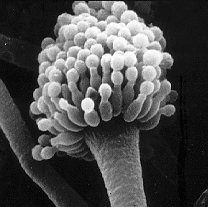
Aspergillus fumigatus con más detalles.

Además, puede causar la aspergilosis en las abejas.
Es saprotrófico y de amplia distribución. Generalmente se encuentra en suelos con material orgánico en descomposición, como en composta, donde juega un papel importante en el ciclo del carbono y del nitrógeno.